# Liz Blatchford
Liz (Elizabeth) Blatchford (* 5. Februar 1980 in Wilmslow, Vereinigtes Königreich) ist eine ehemalige für Australien startende Triathletin und mehrfache Ironman-Siegerin (2013, 2014, 2015, 2018).

## Werdegang
Liz Blatchford wurde im Nordwesten Englands geboren und wuchs bis zu ihrem zwanzigsten Lebensjahr in Australien auf. Als Kind war sie im Schwimmclub aktiv und startete als 14-Jährige bei ihrem ersten Triathlon.
2000 wurde sie Achte bei der Junioren-Weltmeisterschaft Triathlon. Als 21-Jährige entschied sich Liz Blatchford während ihres Studiums in Queensland nun als Profi zu starten. In Japan wurde sie 2005 auch Achte bei der Weltmeisterschaft bei den Profis in der „Elite“-Klasse.

### 3. Rang Ironman Hawaii 2013
2012 wurde sie vom Britischen Triathlon-Verband nicht für die Olympischen Sommerspiele nominiert und sie entschied sich für den Wechsel auf die Langdistanz. Im Juni 2013 startete sie erstmals auf der Ironman-Distanz und sie konnte mit dem Ironman Cairns gleich ihr erstes Rennen gewinnen (3,86 km Schwimmen, 180,2 km Radfahren und 42,195 km Laufen) und sich damit für die Ironman World Championships qualifizieren. Im Oktober wurde sie Dritte beim Ironman Hawaii.
2014 konnte sie sich wieder für einen Startplatz beim Ironman Hawaii im Oktober qualifizieren, wo sie als zweitschnellste Australierin hinter Mirinda Carfrae den zehnten Rang belegte. In Frankreich startete sie im Grand Prix de Triathlon für die Mannschaft TC Chateauroux 36.

### 3. Rang Ironman Hawaii 2015
Im Oktober 2015 wurde sie nach 2013 erneut Dritte beim Ironman Hawaii. Nach ihrem Start beim Ironman 70.3 Vietnam gab sie im Mai 2016 ihre Schwangerschaft bekannt und 2017 kam ihre Tochter  zur Welt.
Im Mai 2018 gewann sie den Ironman 70.3 Busselton, der aufgrund des schlechten Wetters kurzfristig als Duathlon ausgetragen werden musste. Sie wurde trainiert von Brett Sutton, Mat Steinmetz (Langdistanz) und Ben Bright und startete bis 2018 für das BMC Vifit Pro Triathlon Team. Nach dem Ironman Hawaii 2018 erklärte sie ihre aktive Karriere als beendet.
Blatchford lebt in Loughborough. Sie ist verheiratet mit Glen Murray, einem früheren Triathleten aus Australien.

## Sportliche Erfolge
| Datum/Jahr    | Rang | Wettbewerb                                    | Austragungsort | Zeit     | Bemerkung                                                                                  |
| ------------- | ---- | --------------------------------------------- | -------------- | -------- | ------------------------------------------------------------------------------------------ |
| 31. Aug. 2014 | 11   | Hy-Vee Triathlon 5150                         | Des Moines     | 02:01:12 | U.S. Championships                                                                         |
| 4. Nov. 2012  | 3    | Noosa Triathlon                               | Noosa          | 02:00:41 |                                                                                            |
| 10. Juni 2012 | 2    | 5150 Klagenfurt                               | Klagenfurt     | 02:00:58 |                                                                                            |
| 26. Mai 2012  | 10   | ITU World Championship Series 2012            | Madrid         | 02:07:43 |                                                                                            |
| 12. Feb. 2012 | 3    | ITU Premium Oceania Cup Sprint                | Geelong        | 00:56:06 | 0,75 km Schwimmen, 20 km Radfahren und 5 km Laufen                                         |
| 10. Sep. 2011 | 8    | ITU World Championship Series 2011            | Peking         | 02:00:11 |                                                                                            |
| 30. Juli 2011 | 2    | London Triathlon                              | London         | 01:58:13 |                                                                                            |
| 19. Juni 2011 | 27   | ITU World Championship Series 2011            | Kitzbühel      | 02:08:27 | im dritten Rennen der Saison                                                               |
| 1. Mai 2011   | 2    | 5150 St. Anthony’s Triathlon                  | St. Petersburg |          |                                                                                            |
| 9. Apr. 2011  | 8    | ITU World Championship Series 2011            | Sydney         | 02:02:32 | Auftaktveranstaltung der neuen Saison                                                      |
| 12. Sep. 2010 | 19   | ITU World Championship Series 2010            | Budapest       | 01:53:03 | im siebten und letzten Rennen der Saison                                                   |
| 7. Aug. 2010  | 3    | London Triathlon                              | London         | 02:01:01 |                                                                                            |
| 11. Sep. 2009 | 10   | ITU World Championship Series 2009            | Gold Coast     | 02:00:29 | in Australien beim „Grand Final“ der Triathlon-Weltmeisterschaft über die Kurzdistanz      |
| 22. Aug. 2009 | 4    | ITU World Championship Series 2009            | Yokohama       | 01:56:22 |                                                                                            |
| 15. Aug. 2009 | 22   | ITU World Championship Series 2009            | London         | 01:56:33 |                                                                                            |
| 2. Aug. 2009  | 2    | London Triathlon                              | London         | 01:56:46 |                                                                                            |
| 21. Juni 2008 | 5    | Hy-Vee Triathlon                              | Des Moines     | 02:05:41 |                                                                                            |
| 2. Dez. 2007  | 1    | Laguna Phuket Triathlon                       | Phuket         | 02:42:24 | [ 9 ]                                                                                      |
| 2. Sep. 2006  | 13   | ITU Triathlon World Championships             | Lausanne       | 02:06:49 |                                                                                            |
| 18. März 2006 | 6    | Commonwealth Games                            | Melbourne      | 01:59:30 | Triathlon über die olympische Distanz (1,5 km Schwimmen, 40 km Radfahren und 10 km Laufen) |
| 2006          | 3    | London Triathlon                              | London         |          |                                                                                            |
| 11. Sep. 2005 | 8    | ITU Triathlon World Championships             | Gamagōri       | 02:01:15 |                                                                                            |
| 2005          | 3    | London Triathlon                              | London         |          |                                                                                            |
| 2005          | 1    | ITU Triathlon World Cup                       | Salford        | 02:03:39 | beim Salford Triathlon                                                                     |
| 2004          | 2    | London Triathlon                              | London         |          |                                                                                            |
| 6. Dez. 2003  | 17   | ITU Triathlon World Championships             | Queenstown     | 02:10:41 |                                                                                            |
| 15. Juni 2003 | 1    | ITU Triathlon World Cup                       | Gamagori       | 01:58:28 |                                                                                            |
| 9. Nov. 2002  | 14   | ITU Triathlon World Championships             | Cancún         | 02:04:20 | Weltmeisterschaft                                                                          |
| 22. Juli 2001 | 40   | ITU Triathlon World Championships             | Edmonton       | 02:09:28 | bei der ITU-Kurzdistanz-Weltmeisterschaft                                                  |
| 30. Apr. 2000 | 8    | ITU Triathlon World Championship Junior Women | Perth          | 02:15:26 | Triathlon-Weltmeisterschaft der Juniorinnen                                                |

| Datum/Jahr    | Rang | Wettbewerb             | Austragungsort | Zeit     | Bemerkung                                                         |
| ------------- | ---- | ---------------------- | -------------- | -------- | ----------------------------------------------------------------- |
| 6. Mai 2018   | 1    | Ironman 70.3 Busselton | Busselton      |          | Austragung auf verkürztem Kurs                                    |
| 8. Mai 2016   | 3    | Ironman 70.3 Vietnam   | Đà Nẵng        | 04:19:46 |                                                                   |
| 3. Apr. 2016  | 2    | Ironman 70.3 Putrajaya | Putrajaya      | 04:26:05 |                                                                   |
| 10. Mai 2015  | 2    | Ironman 70.3 Vietnam   | Đà Nẵng        | 04:23:48 | bei der Erstaustragung                                            |
| 29. März 2015 | 2    | Challenge Batemans Bay | Batemans Bay   | 04:25:51 | Zweite nach Zielsprint mit der Niederländerin Yvonne van Vlerken  |
| 8. Feb. 2015  | 1    | Ironman 70.3 Geelong   | Geelong        | 04:19:34 |                                                                   |
| 9. Nov. 2014  | 1    | Challenge Forster      | Forster        | 04:15:02 |                                                                   |
| 10. Aug. 2014 | 5    | Ironman 70.3 Germany   | Wiesbaden      | 04:41:07 | Fünfte bei der Europameisterschaft über die halbe Ironman-Distanz |
| 10. Mai 2014  | 3    | Ironman 70.3 Mallorca  | Alcúdia        | 04:29:32 |                                                                   |
| 11. Mai 2013  | 2    | Ironman 70.3 Busselton | Busselton      | 04:19:07 |                                                                   |
| 20. Okt. 2012 | 2    | Ironman 70.3 Mandurah  | Mandurah       |          |                                                                   |
| 23. Sep. 2012 | 1    | Ironman 70.3 Cozumel   | Cozumel        | 04:14:31 | Siegerin bei der Erstaustragung                                   |
| 5. Aug. 2012  | 1    | Ironman 70.3 Boulder   | Boulder        | 04:07:48 |                                                                   |

| Datum/Jahr    | Rang | Wettbewerb             | Austragungsort | Zeit     | Bemerkung                                                                         |
| ------------- | ---- | ---------------------- | -------------- | -------- | --------------------------------------------------------------------------------- |
| 13. Okt. 2018 | 12   | Ironman Hawaii         | Hawaii         | 09:06:20 | [ 12 ]                                                                            |
| 19. Aug. 2018 | 1    | Ironman Mont-Tremblant | Québec         | 09:16:45 |                                                                                   |
| 2. Juni 2018  | 1    | Ironman Philippines    | Luzon          | 09:22:22 | Siegerin der Erstaustragung                                                       |
| 10. Okt. 2015 | 3    | Ironman Hawaii         | Hawaii         | 09:14:52 | [ 13 ]                                                                            |
| 16. Aug. 2015 | 2    | Ironman Mont-Tremblant | Québec         | 09:09:55 |                                                                                   |
| 14. Juni 2015 | 1    | Ironman Cairns         | Cairns         | 09:11:49 | dritter Ironman-Sieg – mit neuem Streckenrekord                                   |
| 11. Okt. 2014 | 10   | Ironman Hawaii         | Hawaii         | 09:23:34 | [ 14 ]                                                                            |
| 8. Juni 2014  | 1    | Ironman Cairns         | Cairns         | 09:16:58 | zweiter Ironman-Sieg                                                              |
| 12. Okt. 2013 | 3    | Ironman Hawaii         | Hawaii         | 09:03:35 |                                                                                   |
| 9. Juni 2013  | 1    | Ironman Cairns         | Cairns         | 09:19:50 |                                                                                   |
| 21. Apr. 2013 | 2    | Samui Triathlon        | Ko Samui       | 06:20:36 | Zweite auf der Langdistanz (4 km Schwimmen, 122,65 km Radfahren und 30 km Laufen) |